# فانداليا (مونتانا)
فانداليا (بالإنجليزية: Vandalia, Montana)‏ هي مدينة أشباح تقع في الولايات المتحدة في مقاطعة فالي، مونتانا.